# رشدي العامل
رشدي احمد جواد العامل الجبوري العاني (1934 - 19 سبتمبر 1990) شاعر عراقي من مرحلة ما بعد الرواد ويقصد بها خمسينيات وستينيات القرن العشرين إلى جانب سعدي يوسف وحسب الشيخ جعفر ويوسف الصائغ وحسين مردان، ولد في مدينة حديثة بمحافظة الأنبار سنة 1934. تميز شعره بالوطنية وتعرض لمضايقات السلطة وفُصل من الدراسة في شبابه، ونفي إلى القاهرة، ثم عاد إلى العراق بعد انقلاب 1958، لكنه طورد واعتقل في انقلاب 1963، وسجن في قصر النهاية في انقلاب 1968. مُنعت كتابته وأشعاره أكثر من مرة.

## أعماله
من دواوينه: «همسات عشتروت» 1951، «أغان بلا دموع» 1956، «عيون بغداد والمطر» 1961، «للكلمات أبواب واشرعة» 1971، «أنتم اولًا»، «هجرة الألوان» 1983، «حديقة علي» 1986.

## نشاطه السياسي
كان شاعرا شيوعيا ملتزما لم يجامل النظام العراقي رغم أنه لم يغادر العراق بعد انهيار الجبهة الوطنية في سبعينات من القرن الماضي. أدمن على الكحول وعاش وحيدا معوزًا حتى وفاته وشُيّع من قبل عدد غفير ليدفن في مقبرة «أبو غريب»، وقد صدرت أعماله الكاملة في مجلد واحد عن دار المدى.انعكست قسوة والده عليه كثيرا في شعره ويذكر ان والده اعتقل بعد حركة رشيد عالي الكيلاني بتهمة التجسس لصالح الالمان ثم أطلق سراحه فيما بعد. وينتمي رشدي العامل إلى طائفة تدعى النصيرية وهذا ماذكره الكاتب (عبد الغني الملاح) في كتابه الشهير (المتنبي يسترداباه).